# Turno

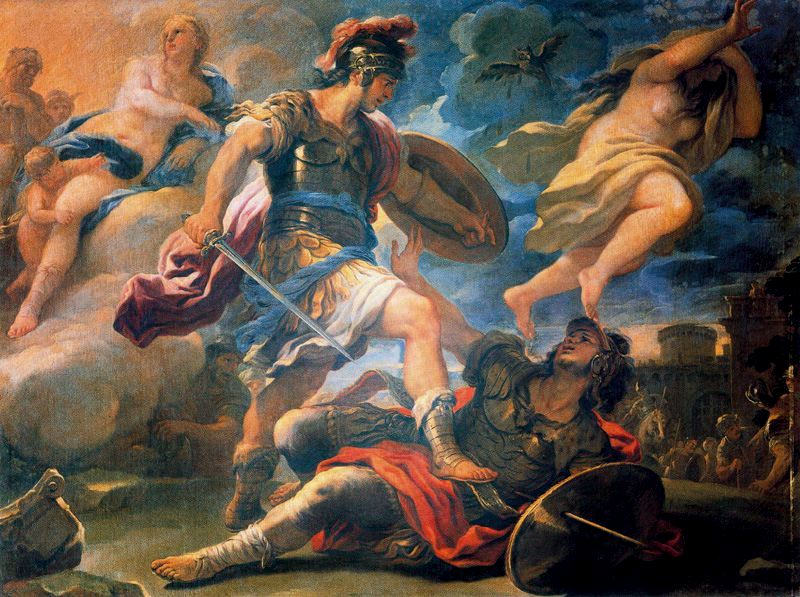
Eneas derrota a Turno, de Luca Giordano, escena inspirada en el final de la Eneida de Virgilio.

Turno, en la mitología romana, hijo de Dauno y de la ninfa Venilia y hermano de la ninfa Yuturna, fue un rey de los rútulos, pueblo del Lacio. 

## Turno en laEneida
En la Eneida de Virgilio, es el segundo antagonista principal, precedido por la diosa Juno. Debido a su alto linaje fue el prometido de Lavinia, hija del rey Latino, pero no se pudo casar con ella porque un oráculo había predicho a Latino que la princesa tendría que casarse con un hombre llegado del mar que crearía un gran imperio en nombre de los latinos. Dicho extranjero sería Eneas.
Despechado, y bajo la influencia de Juno y la furia Alecto, Turno trata de incitar al rey Latino a que declare la guerra a Eneas, pero este se niega. Por consiguiente, Turno lideró una rebelión que contó con las alianzas de Mecencio —junto a su hijo Lauso—, Aventino, los gemelos Catilo y Coras, Céculo, Mesapo, Clauso, Haleso, Ébalo, Ufente, Umbro, Virbio y Camila, acaudillando tropas de diferentes pueblos itálicos. Combatieron troyanos y rútulos durante mucho tiempo en los campos del Lacio, ambos con sus respectivos aliados, e intervinieron también los dioses.
En el transcurso de las batallas, Turno mató a Palante, hijo de Evandro y comandante de los arcadios, aliados de Eneas. Finalmente Eneas derrotó a Turno con una herida en el muslo, y este solicitó volver a ver a su padre, a lo que Eneas estuvo a punto de acceder. Sin embargo, en ese momento observó las armas que su adversario llevaba puestas y se dio cuenta de que eran las de su amigo Palante. Acordándose de la muerte de aquel a manos del rútulo, cambió de opinión y decidió matarlo, lo que en efecto sucedió, «y el alma de Turno fue precipitada, indignada, al reino de las sombras».

## Versiones alternativas
Existen otras versiones de la leyenda de Turno. Según una de ellas, después de que Lavinia y Eneas se casaran, Latino había llamado a Turno como aliado para defenderse de los troyanos, que cometían actos de pillaje. Después de que Latino muriera en una batalla, Turno tuvo que huir al reino de Mecencio, a quien convirtió en su aliado y juntos atacaron nuevamente a Eneas, hasta que Turno murió en la batalla.
En otra versión, Turno, al frente de los rútulos, atacó a las tropas de Latino y Eneas. Finalmente tanto Latino como Turno murieron en una batalla.
Con respecto a su nombre, Dionisio de Halicarnaso utiliza el nombre de «Tirreno» en lugar del de Turno. Para este autor, Tirreno era sobrino de Amata, la mujer de Latino.